# Chinafrique
Le terme Chinafrique désigne les relations multilatérales inhérentes entre la République populaire de Chine (RPC) — et non Taïwan ou République de Chine — et les États africains. Il désigne donc de manière globale les relations politiques, diplomatiques, économiques et sociales entre ces deux acteurs. Il peut être opposé aux termes « Françafrique » et « Chinamérique » par exemple.
Ne représentant aucunement les relations bilatérales, par exemple entre le Soudan et la République populaire de Chine, il fait référence à un système, à une relation prise dans sa globalité et ne tenant a priori pas compte des diversités locales.

## Histoire
Admis par la majorité de la communauté scientifique traitant du sujet, le début des relations contemporaines entre la Chine et l'Afrique se situe en 1955 lors de la conférence de Bandung, en Indonésie.
Une coopération plus ou moins étroite, selon les États, se développe alors. Elle comprend notamment les domaines de l'agriculture, de la santé, des infrastructures, voire un soutien aux différentes luttes pour l'indépendance alors en vigueur. De cinq dans les années 1950, les partenaires africains (de la Chine) passent à dix-sept puis environ quarante à la fin des années 1960.
En 1971, l'accession de la Chine populaire au Conseil de sécurité de l'ONU est en partie le fait des États africains. Ces derniers représentent près de 35 % des votes favorables. Les États s'étant prononcés contre l'éviction de Taïwan, et donc contre l'admission de la Chine, sont majoritairement francophones et ouest-africain (Côte d'Ivoire, Burkina Faso, Cameroun ou Gabon par exemple).
Des années 1970 au début du XXIe siècle, Pékin et Taipei exercent une lutte d'influence sur le continent en vue de récupérer lesdits partenaires. Au gré des présidences, des enjeux économiques, des États tels le Sénégal, le Burkina Faso ou encore le Tchad vont ainsi reconnaître tour à tour Taïwan et la Chine.
Mais le véritable essor des relations sino-africaines intervient en 2000 (10 au 12 octobre). La Chine et Jiang Zemin accueillent 44 pays africains. Le premier FOCAC (qui rappelle les sommets France-Afrique) est une réussite et impose des répercussions sur l'ensemble de la scène internationale. La Chine, dans sa croissance effrénée, souhaite un rehaussement de ses relations avec les différents acteurs africains. Suivront en 2003, 2006 et 2009, d'autres sommets Chine-Afrique où les investissements, coopérations, aides et prêts divers sont accordés. En parallèle de ces rencontres et de sa nouvelle politique africaine, les échanges augmentent rapidement : de 10 milliards de dollars en 2000, ils ont atteint plus de 100 milliards en 2010.
Toutefois, selon les États, selon leurs richesses, leurs capacités d'absorption (des marchandises made in China), leurs « poids » géopolitiques, les relations entre la Chine et les États africains sont disparates, extrêmement hétérogènes. Les principaux partenaires sont de fait : l'Angola, le Nigeria, l'Afrique du Sud, le Soudan et l'Algérie. Actuel second partenaire commercial, la Chine n'exclut pas pour autant les États non producteurs de pétrole. Ses partenaires historiques (Mali, Mauritanie, Guinée et Sénégal par exemple) obtiennent régulièrement dons, prêts et assistance technique. Localement, si l'influence des États européens et notamment de la France, du Royaume-Uni voire du Portugal est encore prégnante, la recherche de financements (hors FMI et Banque mondiale) incite des États comme la Côte d'Ivoire ou le Gabon à privilégier des relations avec la Chine. Cette dernière, présentant le principe de non-ingérence comme condition indispensable au développement des relations bilatérales - avec la reconnaissance d'une Chine unique - parvient à investir, politiquement et économiquement, dans certains « États faibles ». Ainsi, le Soudan, l'Angola, et, d'une manière plus actuelle, la Côte d'Ivoire.
La Chine s'impose également comme partenaire majeur de la Tunisie, après les États-Unis d'Amérique, et l'Europe.
Le terme « Chinafrique » a été repris par plusieurs universitaires mais également par des journalistes. Les représentations véhiculées par ce terme varient de facto selon la région, les fonctions exercées ou les acteurs.
Le nombres d'institut Confucius sont aussi, en progression en Afrique.

## Échanges économiques
En 2013, les échanges commerciaux sino-africains ont pour la première fois dépassé les 200 milliards de dollars, confortant la Chine en tant que premier partenaire commercial de l'Afrique, une position qu'elle tient depuis 2009 au détriment des États-Unis et de l'Europe ; les investissements directs de la Chine en Afrique ont quant à eux augmenté de 44% en 2013 ; la Chine cherche ainsi à maîtriser ses approvisionnements en matières premières (minières ou agricoles) et ses ressources énergétiques.
Le marché domestique chinois essentiellement captif a soutenu pendant des années l'émergence de groupes leaders dans le secteur de la construction (China State Construction Engineering, China Railway Engineering, China Railway Construction, China Communications Construction…), lesquels ont progressivement conquis le marché extérieur, en Afrique, puis au Moyen-Orient et enfin dans les marchés matures. Appuyés par de grandes banques chinoises, ils peuvent investir dans la construction d'infrastructures, avec une prédilection visible pour les routes bitumées et les grands édifices publics, permettant à l'État chinois d'obtenir en contrepartie des contrats qui lui assurent cette maîtrise.

Véhicules chinois.
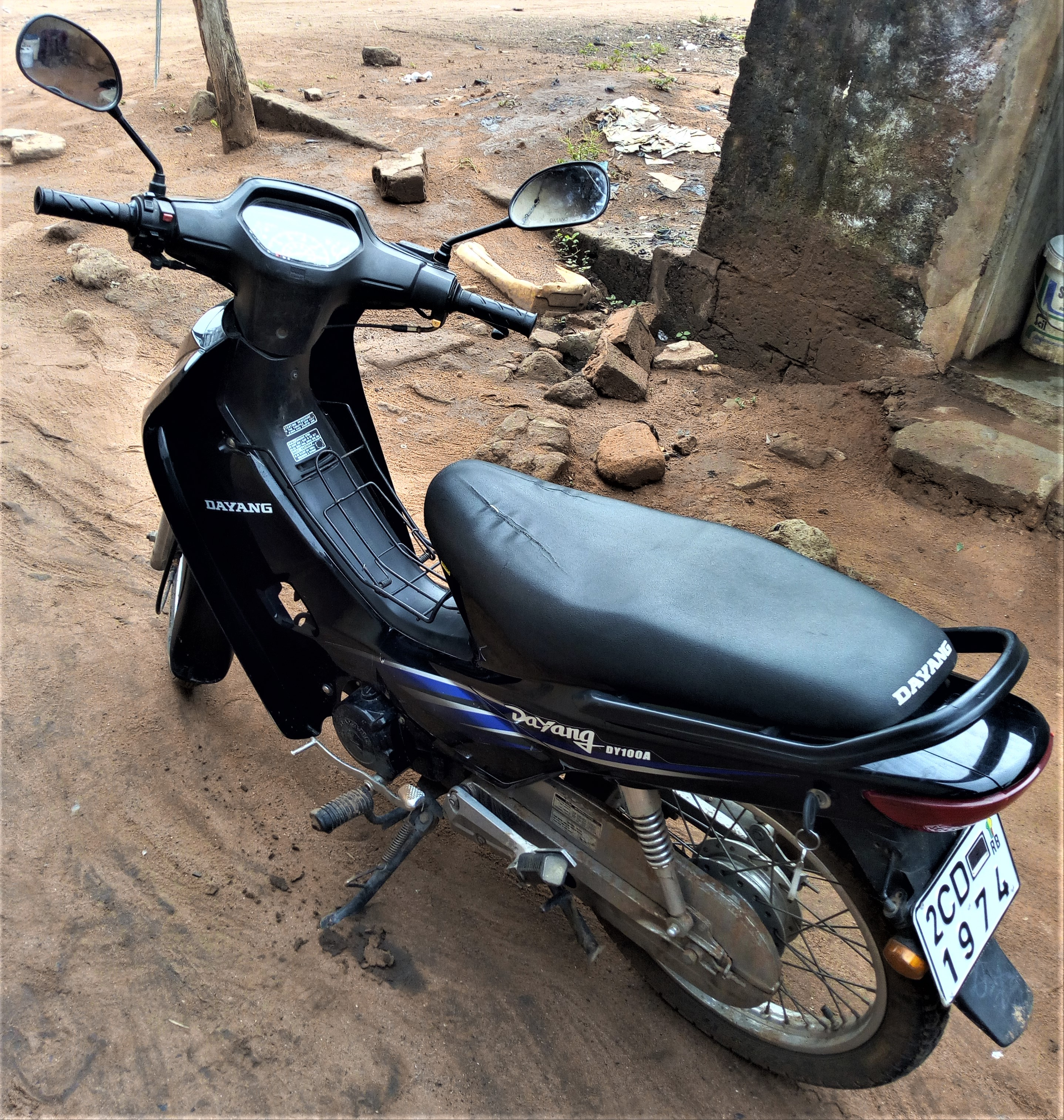
Motocyclette Dayang au Bénin.
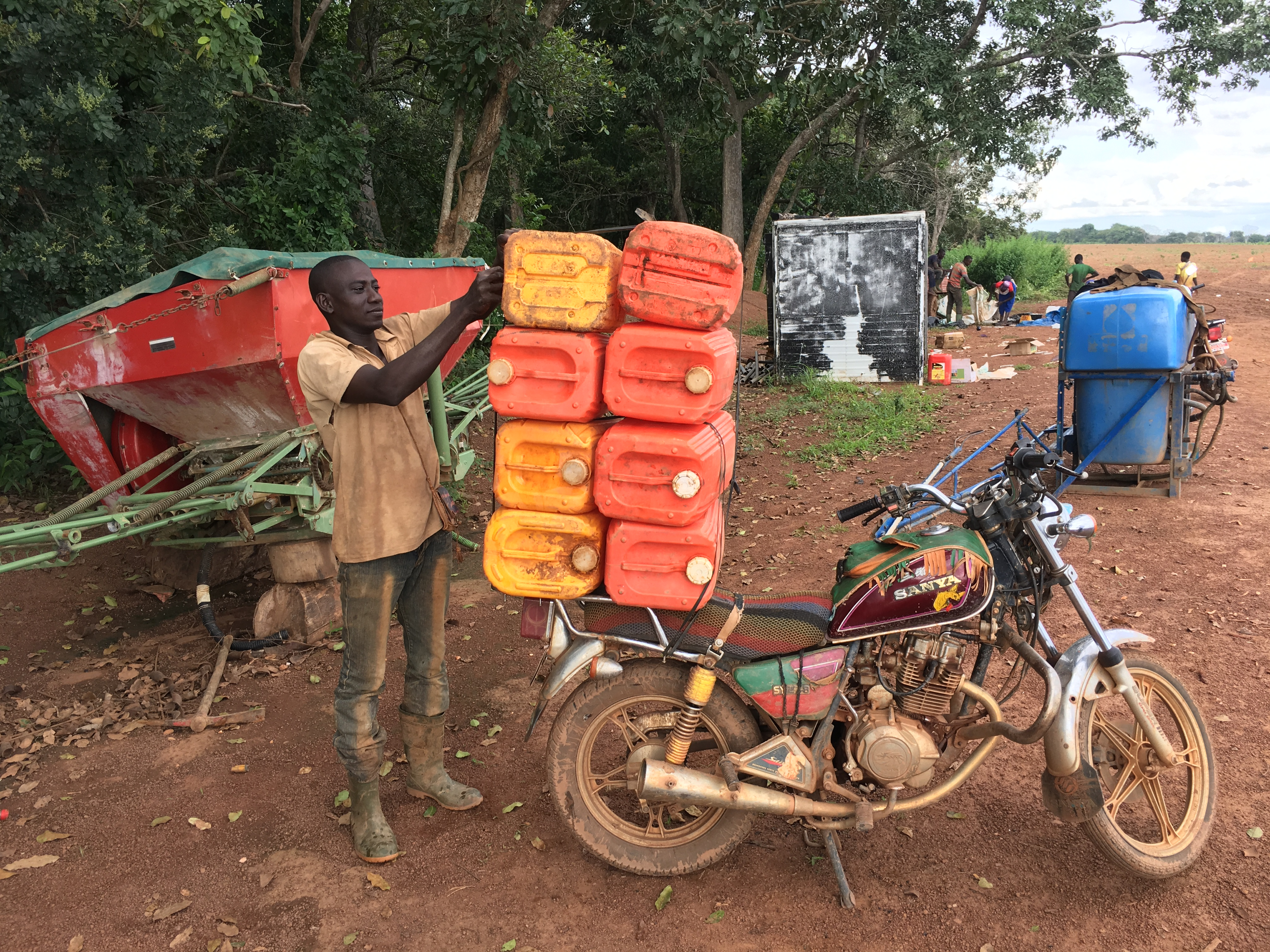
Motocyclette Sanya en Côte d'Ivoire.
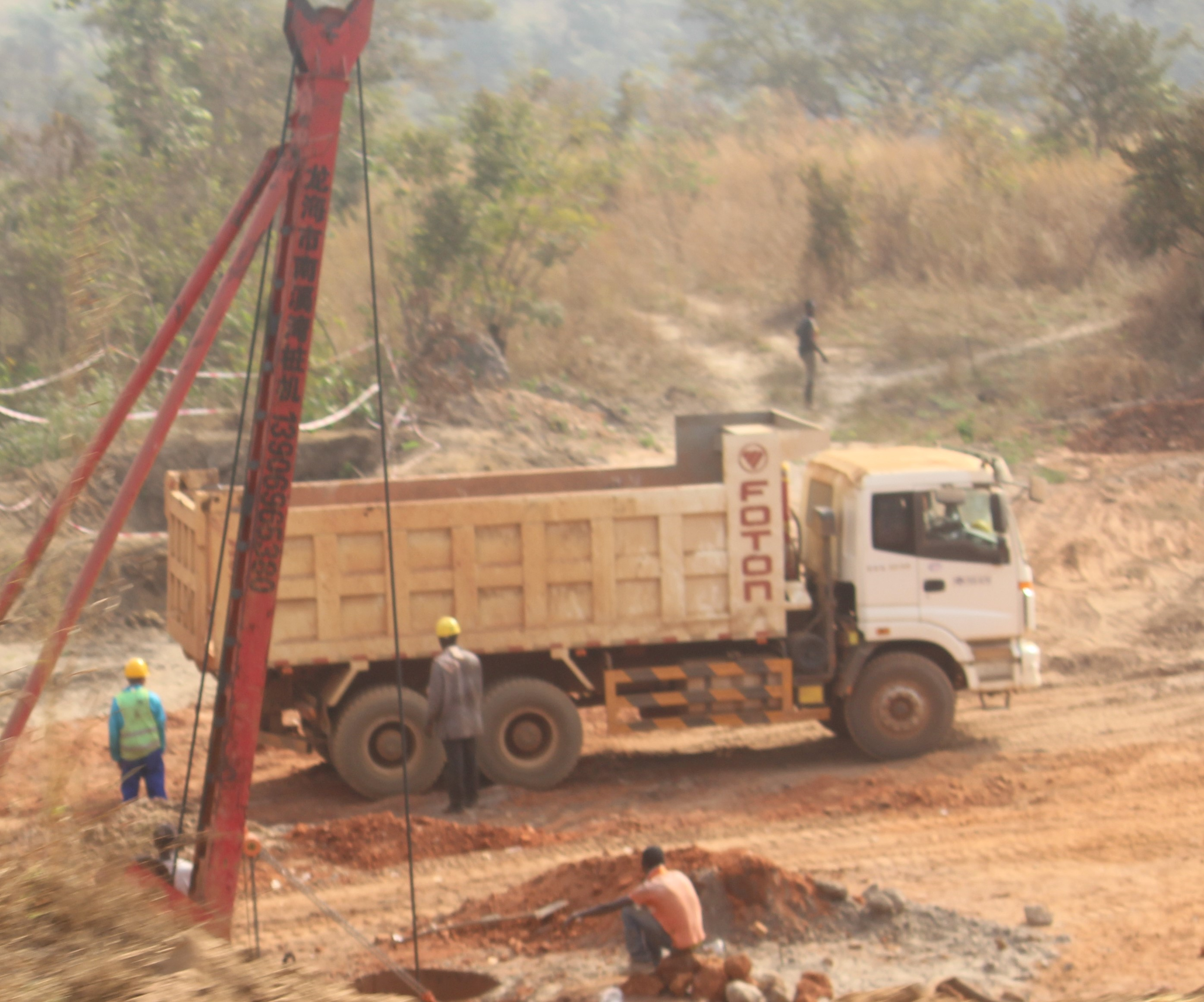
Camion Foton en Guinée.
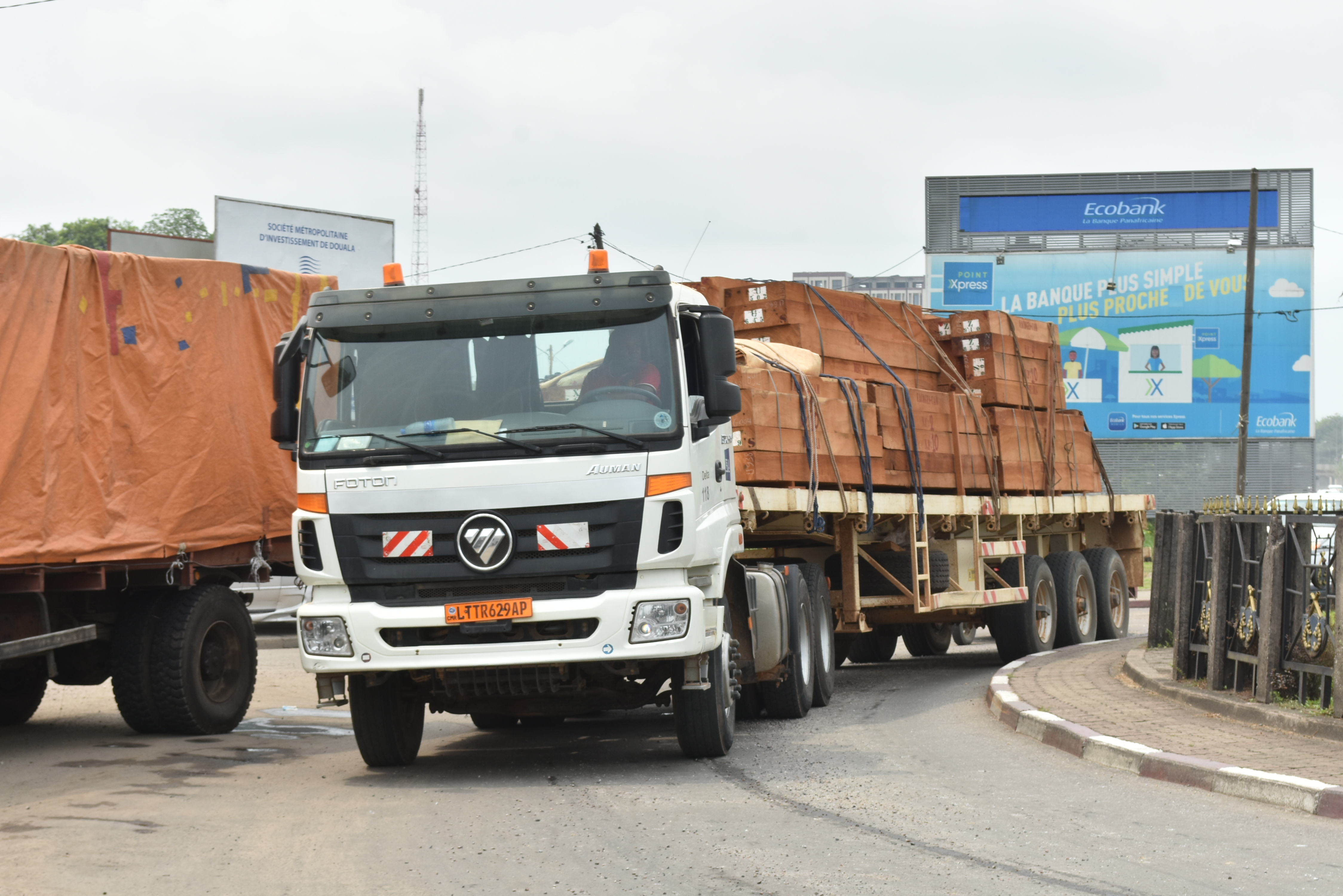
Camion Foton au Cameroun.
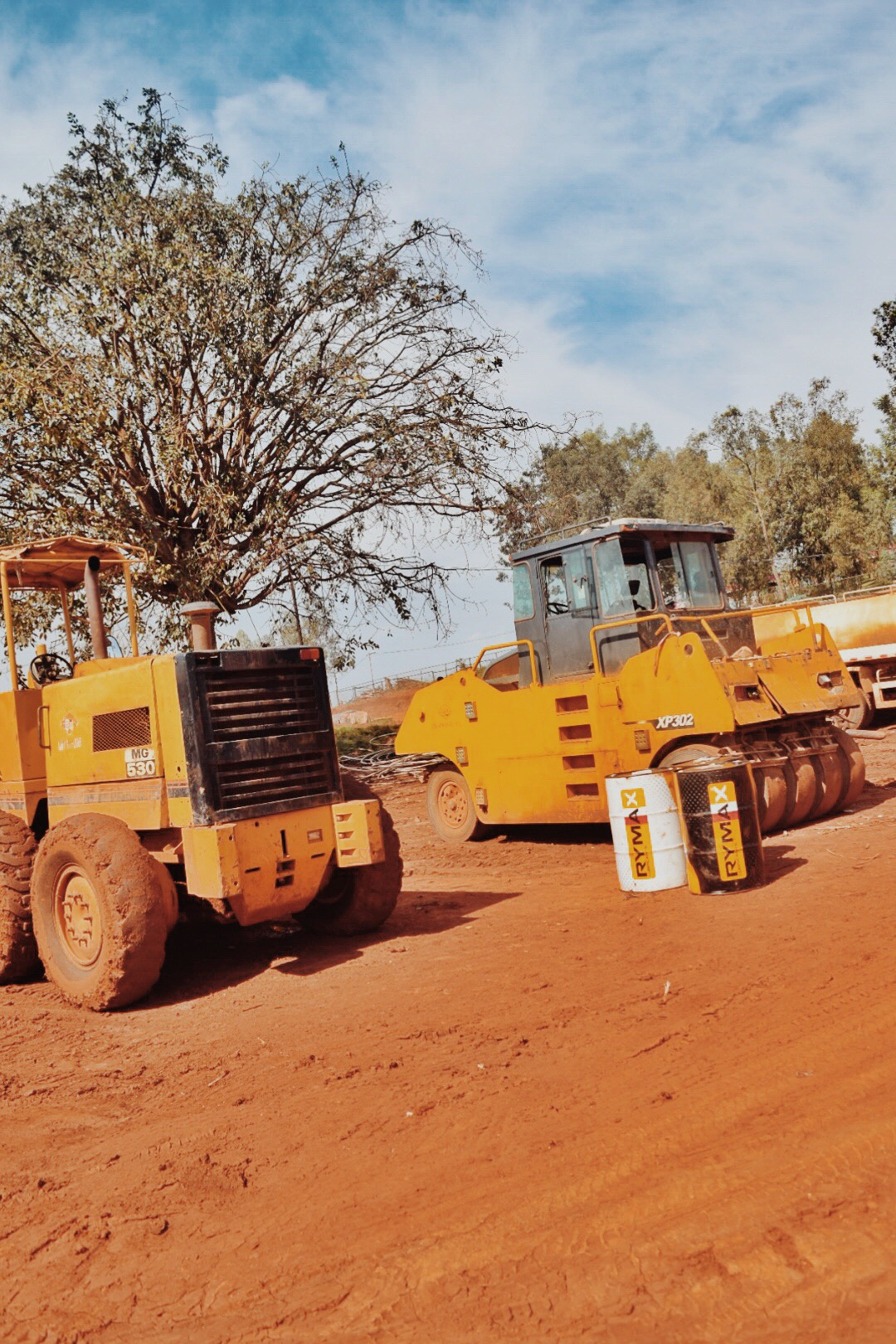
Engins au Rwanda[5].

Contrairement à une idée reçue, la Chine n'est pas un acteur majeur de l'accaparement des terres africaines : « les principaux investisseurs fonciers en Afrique ne proviendraient pas d'Asie mais d'Europe, la Chine ne se classant qu'à la 19e position avec 0,16 million d'hectares » (données de 2013). En 2019 la Chine est désormais classée en 8e position.